# Oumar Ngom
Oumar Ngom (Niort, 9 marzo 2004) è un calciatore mauritano con cittadinanza francese, centrocampista del Pau e della nazionale mauritana.

## Carriera

### Club
Ha giocato nella seconda divisione francese con Niort e Pau.

### Nazionale
Nel 2024 è stato convocato per la Coppa d'Africa

## Statistiche

### Presenze e reti nei club
Statistiche aggiornate al 17 gennaio 2024.
| Stagione        | Squadra         | Campionato      | Campionato | Campionato | Coppe nazionali | Coppe nazionali | Coppe nazionali | Coppe continentali | Coppe continentali | Coppe continentali | Altre coppe | Altre coppe | Altre coppe | Totale | Totale |
| Stagione        | Squadra         | Comp            | Pres       | Reti       | Comp            | Pres            | Reti            | Comp               | Pres               | Reti               | Comp        | Pres        | Reti        | Pres   | Reti   |
| --------------- | --------------- | --------------- | ---------- | ---------- | --------------- | --------------- | --------------- | ------------------ | ------------------ | ------------------ | ----------- | ----------- | ----------- | ------ | ------ |
| gen.-giu. 2022  | Niort           | L2              | 1          | 0          | CF              | -               | -               | -                  | -                  | -                  | -           | -           | -           | 1      | 0      |
| 2022-2023       | Niort           | L2              | 8          | 1          | CF              | 0               | 0               | -                  | -                  | -                  | -           | -           | -           | 8      | 1      |
| Totale Niort    | Totale Niort    | Totale Niort    | 9          | 1          |                 | 0               | 0               |                    | -                  | -                  |             | -           | -           | 9      | 1      |
| 2023-2024       | Pau             | L2              | 8          | 0          | CF              | 2               | 0               | -                  | -                  | -                  | -           | -           | -           | 10     | 0      |
| Totale carriera | Totale carriera | Totale carriera | 17         | 1          |                 | 2               | 0               |                    | -                  | -                  |             | -           | -           | 19     | 1      |

### Cronologia presenze e reti in nazionale
| Cronologia completa delle presenze e delle reti in nazionale ― Mauritania | Cronologia completa delle presenze e delle reti in nazionale ― Mauritania | Cronologia completa delle presenze e delle reti in nazionale ― Mauritania | Cronologia completa delle presenze e delle reti in nazionale ― Mauritania | Cronologia completa delle presenze e delle reti in nazionale ― Mauritania | Cronologia completa delle presenze e delle reti in nazionale ― Mauritania | Cronologia completa delle presenze e delle reti in nazionale ― Mauritania | Cronologia completa delle presenze e delle reti in nazionale ― Mauritania |
| Data                                                                      | Città                                                                     | In casa                                                                   | Risultato                                                                 | Ospiti                                                                    | Competizione                                                              | Reti                                                                      | Note                                                                      |
| ------------------------------------------------------------------------- | ------------------------------------------------------------------------- | ------------------------------------------------------------------------- | ------------------------------------------------------------------------- | ------------------------------------------------------------------------- | ------------------------------------------------------------------------- | ------------------------------------------------------------------------- | ------------------------------------------------------------------------- |
| 16-1-2024                                                                 | Bouaké                                                                    | Burkina Faso                                                              | 1 – 0                                                                     | Mauritania                                                                | Coppa d'Africa 2023 - 1º turno                                            | -                                                                         | 67’                                                                       |
| 22-3-2024                                                                 | Marrakech                                                                 | Mali                                                                      | 2 – 0                                                                     | Mauritania                                                                | Amichevole                                                                | -                                                                         | 46’                                                                       |
| 26-3-2024                                                                 | Agadir                                                                    | Marocco                                                                   | 0 – 0                                                                     | Mauritania                                                                | Amichevole                                                                | -                                                                         | 74’                                                                       |
| 9-6-2024                                                                  | Nouakchott                                                                | Mauritania                                                                | 0 – 1                                                                     | Senegal                                                                   | Qual. Mondiali 2026                                                       | -                                                                         | 84’ 90+2’                                                                 |
| 7-9-2024                                                                  | Nouakchott                                                                | Mauritania                                                                | 1 – 0                                                                     | Botswana                                                                  | Qual. Coppa d'Africa 2025                                                 | -                                                                         | 79’                                                                       |
| 10-9-2024                                                                 | Praia                                                                     | Capo Verde                                                                | 2 – 0                                                                     | Mauritania                                                                | Qual. Coppa d'Africa 2025                                                 | -                                                                         | 83’                                                                       |
| 11-10-2024                                                                | Il Cairo                                                                  | Egitto                                                                    | 2 – 0                                                                     | Mauritania                                                                | Qual. Coppa d'Africa 2025                                                 | -                                                                         | 51’                                                                       |
| 15-10-2024                                                                | Nouakchott                                                                | Mauritania                                                                | 0 – 1                                                                     | Egitto                                                                    | Qual. Coppa d'Africa 2025                                                 | -                                                                         | 70’                                                                       |
| 15-11-2024                                                                | Francistown                                                               | Botswana                                                                  | 1 – 1                                                                     | Mauritania                                                                | Qual. Coppa d'Africa 2025                                                 | -                                                                         | 76’                                                                       |
| 19-11-2024                                                                | Nouakchott                                                                | Mauritania                                                                | 1 – 0                                                                     | Capo Verde                                                                | Qual. Coppa d'Africa 2025                                                 | -                                                                         | 73’ 84’                                                                   |
| Totale                                                                    |                                                                           | Presenze                                                                  | 10                                                                        |                                                                           | Reti                                                                      | 0                                                                         |                                                                           |